# 食地蟲
在英國作家J·R·R·托爾金筆下的奇幻世界中土大陸裡，食地蟲（英語：Wereworms，或譯為地蛇）是一種在夏爾極東之地出沒的生物，被比作龍和蛇。小說對對這種生物描述甚少，僅在《哈比人歷險記》裡由比爾博·巴金斯提及：「……即使我必須前往極東之地的沙漠盡頭，去和野生的地蛇奮戰也在所不惜」。
在《哈比人歷險記》的早期草稿中，J·R·R·托爾金在描寫這一段時提到了中國的戈壁沙漠。學者約翰·D·拉特利夫在《哈比人的歷史》裡則將此關連到蒙古民間傳說中的生物蒙古死亡蠕蟲。

## 電影改編
食地蟲有在2014年電影《哈比人：五軍之戰》中登場，牠們被描繪為巨型的長蟲，半獸人利用用牠們來挖掘通往孤山的地下通道。阿索格稱之為「噬地者」（earth eaters）。